# Estación de Izarra
Izarra es una estación ferroviaria situada en el municipio español de Urcabustaiz en la provincia de Álava, comunidad autónoma del País Vasco. Desde la supresión el Diurno Iberia el 17 de junio de 2012 ningún tren tiene parada en Izarra.

## Situación ferroviaria
La estación se encuentra en el punto kilométrico 179,8 de la línea férrea de Castejón a Bilbao por Logroño y Miranda de Ebro a 610 metros de altitud.El tramo es de vía única y está electrificado.

## Historia
La estación fue inaugurada el 30 de agosto de 1863 con la apertura del tramo Castejón-Orduña de la línea férrea que pretendía unir Castejón con Bilbao. Las obras corrieron a cargo de la Compañía del Ferrocarril de Tudela a Bilbao creada en 1857. En 1865 la compañía se declaró en suspensión de pagos por no poder superar las dificultades económicas derivadas de la inversión realizada en la construcción de la línea y fue intervenida por el Banco de Bilbao.  En 1878, fue absorbida por Norte que mantuvo la titularidad de la estación hasta la nacionalización del ferrocarril en España en 1941 y la creación de RENFE.
Desde el 31 de diciembre de 2004 Renfe explota la línea mientras que Adif es la titular de las instalaciones ferroviarias.

## La estación

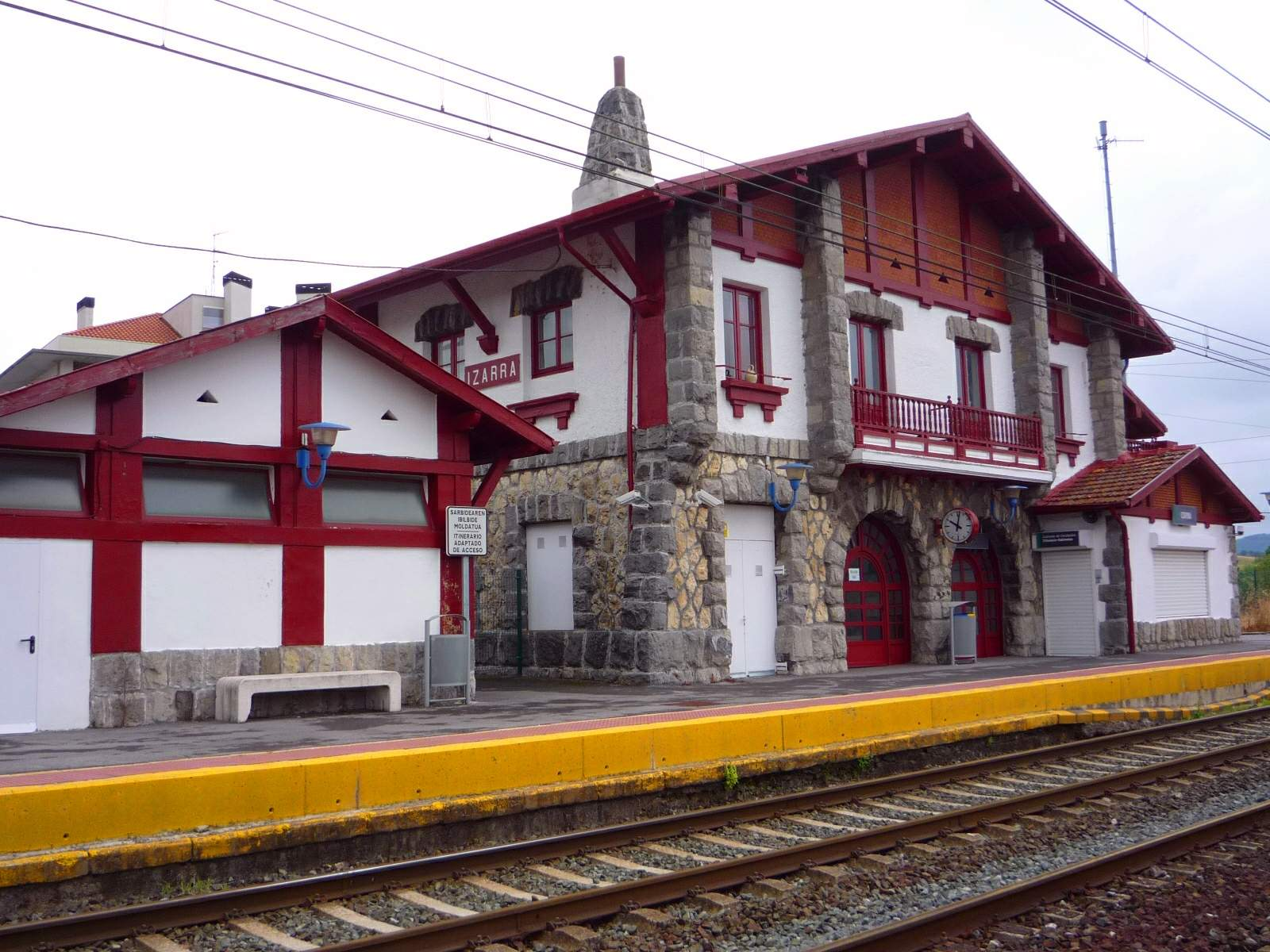
Aspecto de la Estación de Izarra desde las plataformas de acceso a las vías

Se sitúa al sur del pueblo de Izarra. Su edificio para viajeros es una estructura de planta rectangular, de dos alturas, construida en piedra y recubierta con un amplio tejado de dos vertientes. Dispone de una vía principal y de cinco derivadas usadas habitualmente como vías de apartado. Dos andenes, uno lateral y otro central ninguno de ellos cubierto, dan acceso a las vías.
El edificio consta de planta baja, primer piso y ático. La planta baja acoge todas las estancias propias de la actividad de la estación como sala de espera, taquilla para expedir billetes... El piso superior es vivienda.
La estructura es de madera y en la planta baja se observan paredes de sillar, con mampostería raseada y enlucida; En el piso superior, por su parte, se observa ladrillo y el contraste entre los diferentes materiales utilizados llama la atención. En la fachada destacan unos contrafuertes salientes, así como los nervios de la estructura de madera que sujeta el edificio.
La fachada que da a la carretera tiene dos entradas de cristal, con arcos semicirculares . En la fachada que da a los andenes sólo hay un acceso, que es dintelado. En el piso superior se observan cuatro vanos dintelados y dos vanos verticales en un lateral; en el ático, además, se observan pequeñas ventanas similares a las de los palomares. Los dos vanos centrales de la fachada hacia los andenes están unidos por un balcón cuya barandilla es de madera y está apoyado sobre unas pequeñas ménsulas de madera.
El conjunto de la estación se completa con varios almacenes. El almacén de mercancías es un pabellón rectangular de planta y nave únicas, y las paredes son de sillarejo raseado y enlucido. El tejado tiene estructura de madera y cubierta asimétrica de uralita, a dos aguas. La vertiente más larga forma una marquesina en un lateral, que cobija siete balcones de madera apoyados en unas pequeñas ménsulas de piedra. Se accede por los grandes túneles de carga existentes a lo largo.
También hay otro almacén parecido cuya función es guardar material ferroviario de la zona. Tiene cubierta a dos aguas, de teja plana, y una única entrada en la fachada que da al andén, con dintel. Delante de este edificio encontramos otros: un refugio con vigas de madera incrustadas en las paredes; otro almacén de cubierta a dos aguas y teja plana.